# Райан, Пегги
Пе́гги Ра́йан (англ. Peggy Ryan; 28 августа 1924, Лонг-Бич, Калифорния — 30 октября 2004[…], Лас-Вегас, Невада) — американская танцовщица, артистка водевилей, певица, актриса театра, кино и телевидения.

## Биография
Маргарет О’Рин Райан (настоящее имя актрисы) родилась 28 августа 1924 года в городе Лонг-Бич (штат Калифорния, США). Её родители были артистами водевилей, и девочка начала принимать участие в их представлениях, когда ей ещё не исполнилось трёх лет. В шесть лет впервые появилась в кино — в короткометражном фильме «Свадьба Джека и Джилл», а с 13 лет начала сниматься регулярно. Училась в Голливудской профессиональной школе. Девочка хорошо пела, играла, танцевала (в том числе степ), чем привлекла внимание известного танцора Джорджа Мёрфи, который и открыл ей дорогу в Голливуд в 1937 году. Она заключила контракт с киностудией Universal Pictures и работала на неё до 1945 года, после чего стала фрилансером.
Девушка обладала отнюдь не модельной внешностью: жалобное лицо, выдающийся нос, неуклюжая фигура (в этом плане её сравнивали с Вирджинией Уайдлер), но она смогла обратить эти свои недостатки в юмористическое русло для зрителя.
Амплуа лент с 1937 по 1955 год — дерзкая, остроумная, помешанная на мальчиках девушка. С 1956 по 1968 год Райан нигде не снималась, посвятив себя семье и хореографии. С 1968 по 1976 год она вернулась на телевидение, исполнив за восемь лет в 49 эпизодах роль секретарши Дженни Шерман в сериале «Гавайи 5-O», а после этого преподавала искусство чечётки лас-вегасским шоугёл.
Пегги Райан скончалась 30 октября 2004 года в Лас-Вегасе (штат Невада) после двух инсультов. Её пережили двое детей и пятеро внуков и внучек. Её прах был развеян под Знаком Голливуда.

### Личная жизнь
Пегги Райан была замужем трижды.
1. Джимми Кросс (1907—1981), актёр кино и телевидения. Брак заключён 17 марта 1947 года, 22 марта 1950 года последовал развод. От брака остался сын, которого назвали Джеймс Майкл (1948—1987)[6].
2. Рэй Макдональд (1920 или 1921 — 1959), танцор степа, артист водевилей и киноактёр. Брак заключён 27 сентября 1952 года, до июня 1958 года последовал развод. От брака осталась дочь Керри[англ.] (род. 1953; имя при рождении Катерина О’Рин Макдональд), которая стала довольно известной актрисой кино и телевидения (карьера с 1976 по 1988 год)[7]. Спустя год после развода 38-летний Макдональд нелепо погиб, подавившись едой в своём гостиничном номере[8].
3. Эдди Шерман (1923—2013), малоизвестный актёр телевидения и репортёр газеты Advertiser в Гонолулу[4]. Брак заключён 11 июня 1958 года и продолжался 46 лет до самой смерти актрисы. Пара усыновила мальчика гавайско-китайского происхождения, которого назвали Шоун Эдвард Артур (позднее сменил имя на Шон Сермен)[9].

## Бродвей
- 1940—1941 — Познакомьтесь с народом / Meet the People
- 1942 — Посчитайте меня / Count Me In — Хильда, танцовщица

## Избранная фильмография

### Актриса
- 1939 — Летающий ирландец[англ.] / The Flying Irishman — Эдит Корриган, сестра Дугласа Корригана[англ.] (в титрах не указана)
- 1939 — Замужем за полицейским[англ.] / She Married a Cop — Труди
- 1940 — Гроздья гнева / The Grapes of Wrath — голодная девушка (в титрах не указана)
- 1940 — Девушка моряка[англ.] / Sailor's Lady — Эллен
- 1942 — Что готовим?[англ.] / What's Cookin'? — Пегги
- 1942 — Рядовой Букару[англ.] / Private Buckaroo — Пегги
- 1942 — Мисс Энни Руни[англ.] / Miss Annie Rooney — Миртл
- 1942 — Добейтесь любви[англ.] / Get Hep to Love — Бетти Блейк
- 1942 — Когда Джонни вернётся домой[англ.] / When Johnny Comes Marching Home — Грязнуля
- 1944 — Следуя за парнями[англ.] / Follow the Boys — в роли самой себя
- 1944 — Весёлые Монаханы[англ.] / The Merry Monahans — Пэтси Монахан
- 1945 — Сюда идут студентки / Here Come the Co-Eds — Пэтти Гэйл
- 1953 — Все на берег[англ.] / All Ashore — Весёлая Ночь
- 1956 — Клуб Микки Мауса / The Mickey Mouse Club — в роли самой себя (в выпуске Guest Star Day: Ray MacDonald and Peggy Ryan)
- 1968—1976 — Гавайи 5-O / Hawaii Five-O — Дженни Шерман, секретарша (в 49 эпизодах[англ.])
- 1983 — Саймон и Саймон[англ.] / Simon & Simon — Джина, телефонный оператор (в эпизоде It's Only a Game[англ.])

### Исполнение песен
- 1942 — Рядовой Букару[англ.] / Private Buckaroo — «James Session»
- 1942 — Добейтесь любви[англ.] / Get Hep to Love — «Let's Hitch a Horsie To The Automobile»
- 1942 — Когда Джонни вернётся домой[англ.] / When Johnny Comes Marching Home — «The Yanks Are Coming»
- 1944 — Следуя за парнями[англ.] / Follow the Boys — «Kittens With Their Mittens Laced»
- 1944 — Весёлые Монаханы[англ.] / The Merry Monahans — 12 песен
- 1945 — Сюда идут студентки / Here Come the Co-Eds — 2 песни
- 1953 — Все на берег[англ.] / All Ashore — 2 песни